# La Roque-sur-Cèze
Pour les articles homonymes, voir La Roque.
La Roque-sur-Cèze est une commune française située dans le nord-est du département du Gard, en région Occitanie.
Exposée à un climat méditerranéen, elle est drainée par la Cèze, le ruisseau de Rodières et par divers autres petits cours d'eau. La commune possède un patrimoine naturel remarquable : un site Natura 2000 (« la Cèze et ses gorges ») et deux zones naturelles d'intérêt écologique, faunistique et floristique.
La Roque-sur-Cèze est une commune rurale qui compte 174 habitants en 2022, après avoir connu un pic de population de 369 habitants en 1806.  Elle fait partie de l'aire d'attraction de Bagnols-sur-Cèze. Ses habitants sont appelés les Roquairols ou  Roquairoles.
Le patrimoine architectural de la commune comprend deux  immeubles protégés au titre des monuments historiques : la cippe funéraire, classée en 1912, et le pont Charles-Martel sur la Cèze, classé en 1980.

## Géographie
Ce petit village médiéval est construit sur un piton rocheux près des cascades du Sautadet. Ce site aujourd'hui classé en zone naturelle. Ces roches calcaires ont cinq millions d'années.

### Climat
En 2010, le climat de la commune est de type climat méditerranéen franc, selon une étude s'appuyant sur une série de données couvrant la période 1971-2000. En 2020, Météo-France publie une typologie des climats de la France métropolitaine dans laquelle la commune est exposée à un climat méditerranéen et est dans la région climatique Provence, Languedoc-Roussillon, caractérisée par une pluviométrie faible en été, un très bon ensoleillement (2 600 h/an), un été chaud (21,5 °C), un air très sec en été, sec en toutes saisons, des vents forts (fréquence de 40 à 50 % de vents > 5 m/s) et peu de brouillards.
Pour la période 1971-2000, la température annuelle moyenne est de 13,4 °C, avec une amplitude thermique annuelle de 17,3 °C. Le cumul annuel moyen de précipitations est de 869 mm, avec 6,3 jours de précipitations en janvier et 3,3 jours en juillet. Pour la période 1991-2020, la température moyenne annuelle observée sur la station météorologique la plus proche, située sur la commune de Cavillargues à 9 km à vol d'oiseau, est de 14,1 °C et le cumul annuel moyen de précipitations est de 845,8 mm,. Pour l'avenir, les paramètres climatiques de la commune estimés pour 2050 selon différents scénarios d'émission de gaz à effet de serre sont consultables sur un site dédié publié par Météo-France en novembre 2022.

### Milieux naturels et biodiversité

#### Réseau Natura 2000

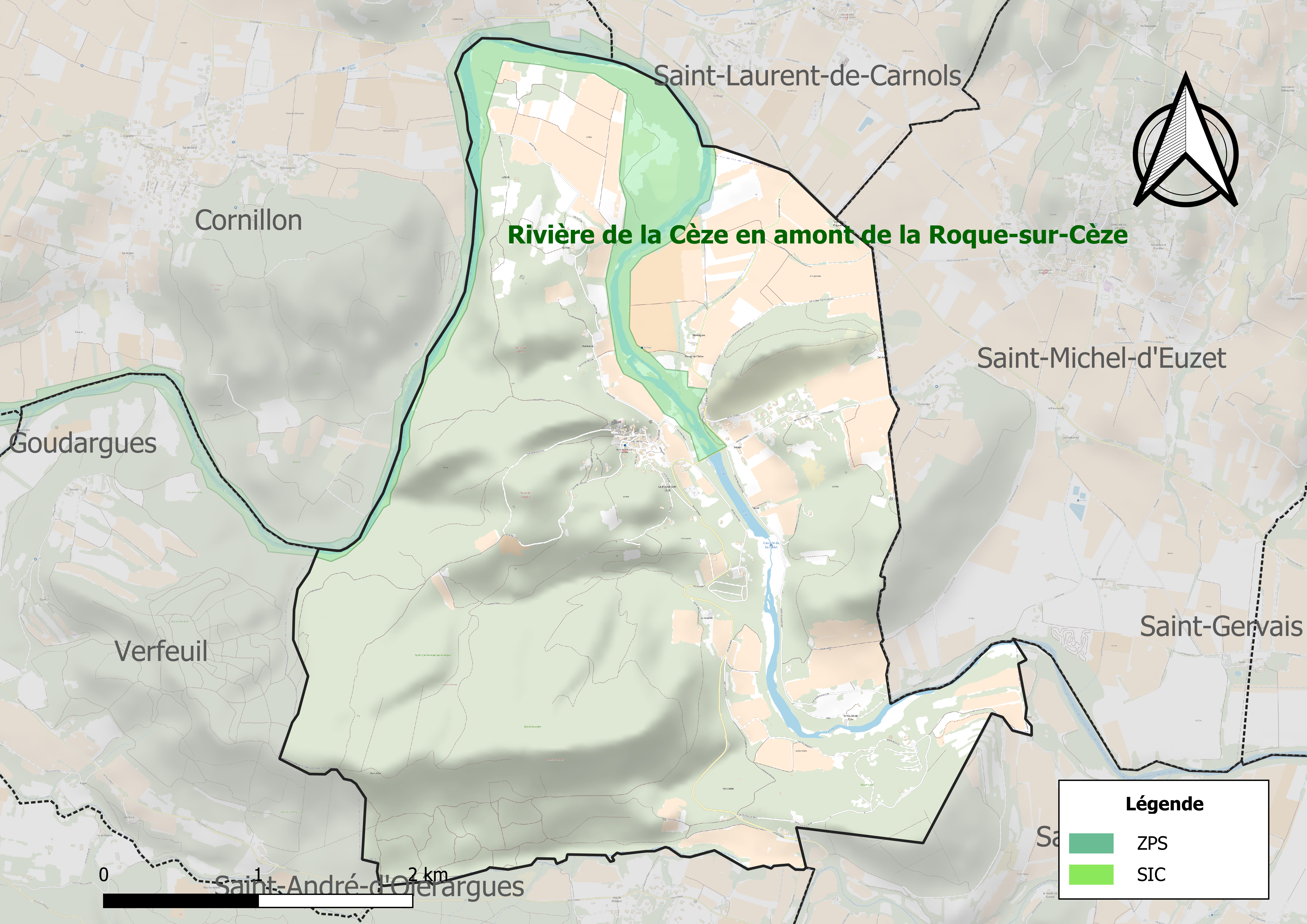
Site Natura 2000 sur le territoire communal.

Le réseau Natura 2000 est un réseau écologique européen de sites naturels d'intérêt écologique élaboré à partir des directives habitats et oiseaux, constitué de zones spéciales de conservation (ZSC) et de zones de protection spéciale (ZPS).
Un site Natura 2000 a été défini sur la commune au titre de la directive habitats : « la Cèze et ses gorges », d'une superficie de 3 550 ha, un territoire dont les principaux habitats naturels sont des formations méditerranéennes (Asplenion, Quercion ilicis) dans les gorges, avec notamment des descentes remarquables d'espèces montagnardes.

#### Zones naturelles d'intérêt écologique, faunistique et floristique
L’inventaire des zones naturelles d'intérêt écologique, faunistique et floristique (ZNIEFF) a pour objectif de réaliser une couverture des zones les plus intéressantes sur le plan écologique, essentiellement dans la perspective d’améliorer la connaissance du patrimoine naturel national et de fournir aux différents décideurs un outil d’aide à la prise en compte de l’environnement dans l’aménagement du territoire.
Une ZNIEFF de type 1 est recensée sur la commune :
la « rivière de la Cèze en amont de la Roque-sur-Cèze » (96 ha), couvrant 5 communes du département et une ZNIEFF de type 2, : 
la « vallée aval de la Cèze » (532 ha), couvrant 14 communes du département.

Carte des ZNIEFF de type 1 et 2 à La Roque-sur-Cèze.
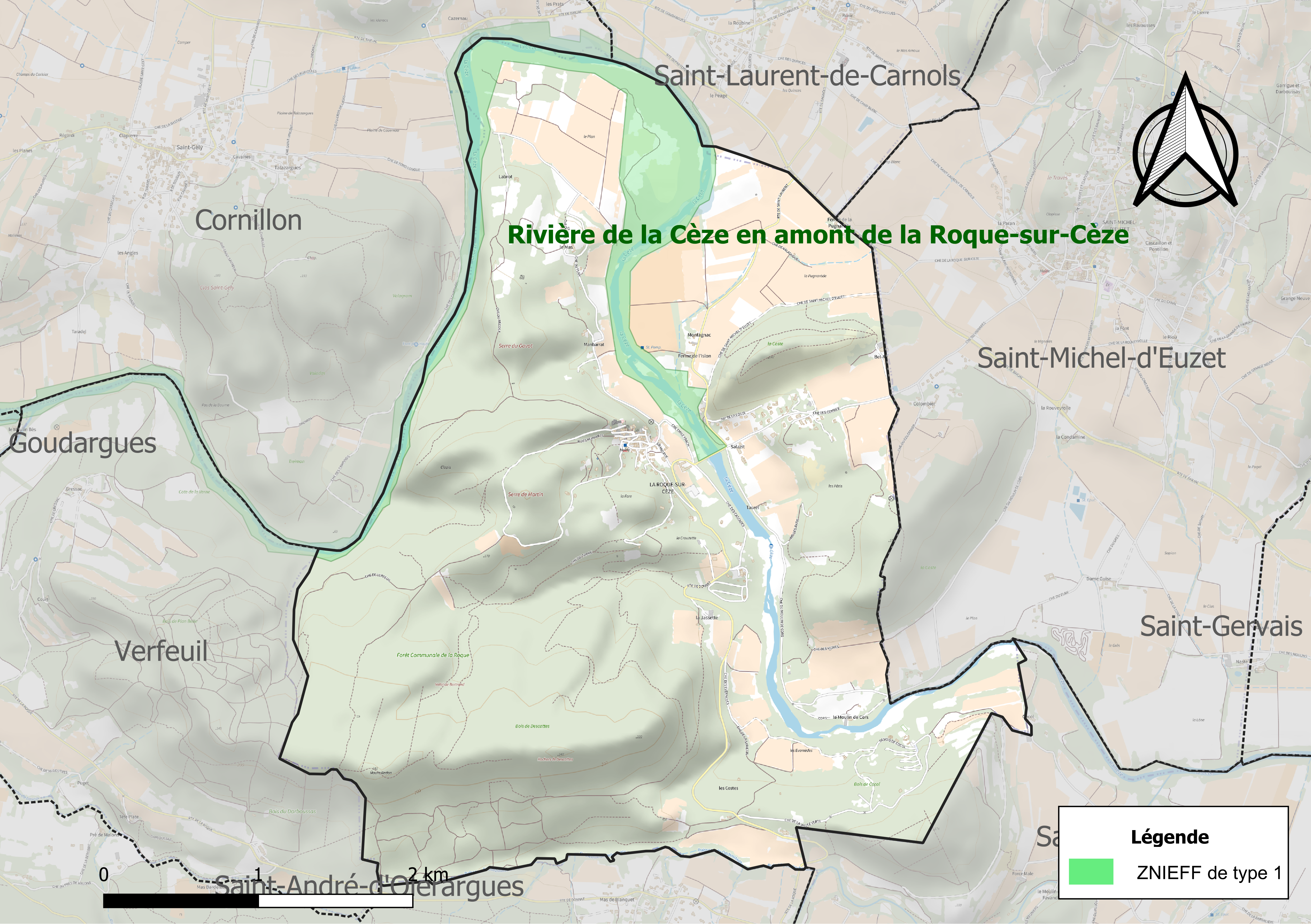
Carte de la ZNIEFF de type 1 sur la commune.
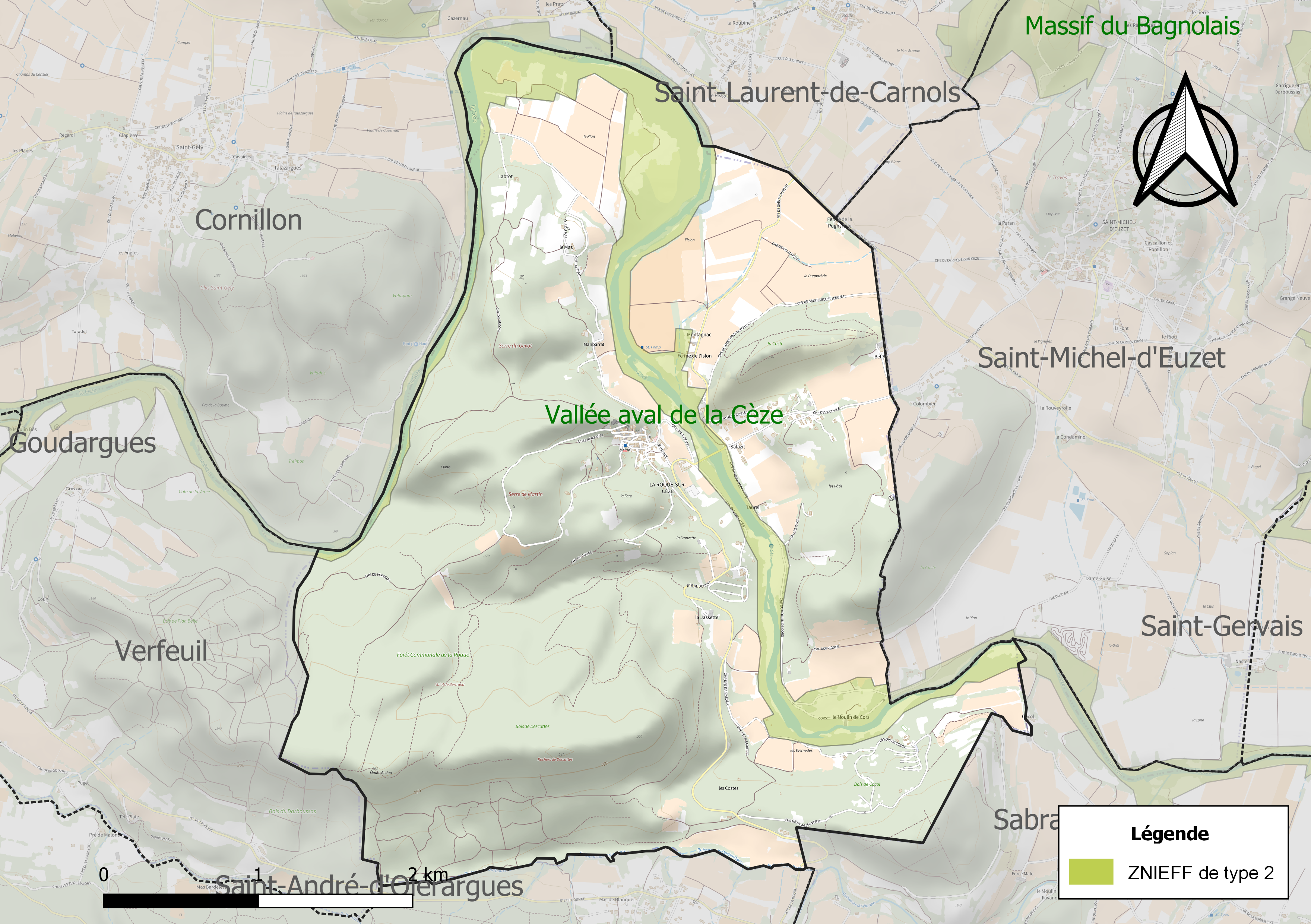
Carte de la ZNIEFF de type 2 sur la commune.

## Urbanisme

### Typologie
Au 1er janvier 2024, La Roque-sur-Cèze est catégorisée commune rurale à habitat dispersé, selon la nouvelle grille communale de densité à sept niveaux définie par l'Insee en 2022.
Elle est située hors unité urbaine. Par ailleurs la commune fait partie de l'aire d'attraction de Bagnols-sur-Cèze, dont elle est une commune de la couronne,. Cette aire, qui regroupe 30 communes, est catégorisée dans les aires de moins de 50 000 habitants,.

### Occupation des sols
L'occupation des sols de la commune, telle qu'elle ressort de la base de données européenne d’occupation biophysique des sols Corine Land Cover (CLC), est marquée par l'importance des forêts et milieux semi-naturels (72,8 % en 2018), une proportion identique à celle de 1990 (72,8 %). La répartition détaillée en 2018 est la suivante : 
forêts (69,7 %), zones agricoles hétérogènes (14,9 %), cultures permanentes (12,3 %), milieux à végétation arbustive et/ou herbacée (3,1 %). L'évolution de l’occupation des sols de la commune et de ses infrastructures peut être observée sur les différentes représentations cartographiques du territoire : la carte de Cassini (XVIIIe siècle), la carte d'état-major (1820-1866) et les cartes ou photos aériennes de l'IGN pour la période actuelle (1950 à aujourd'hui).

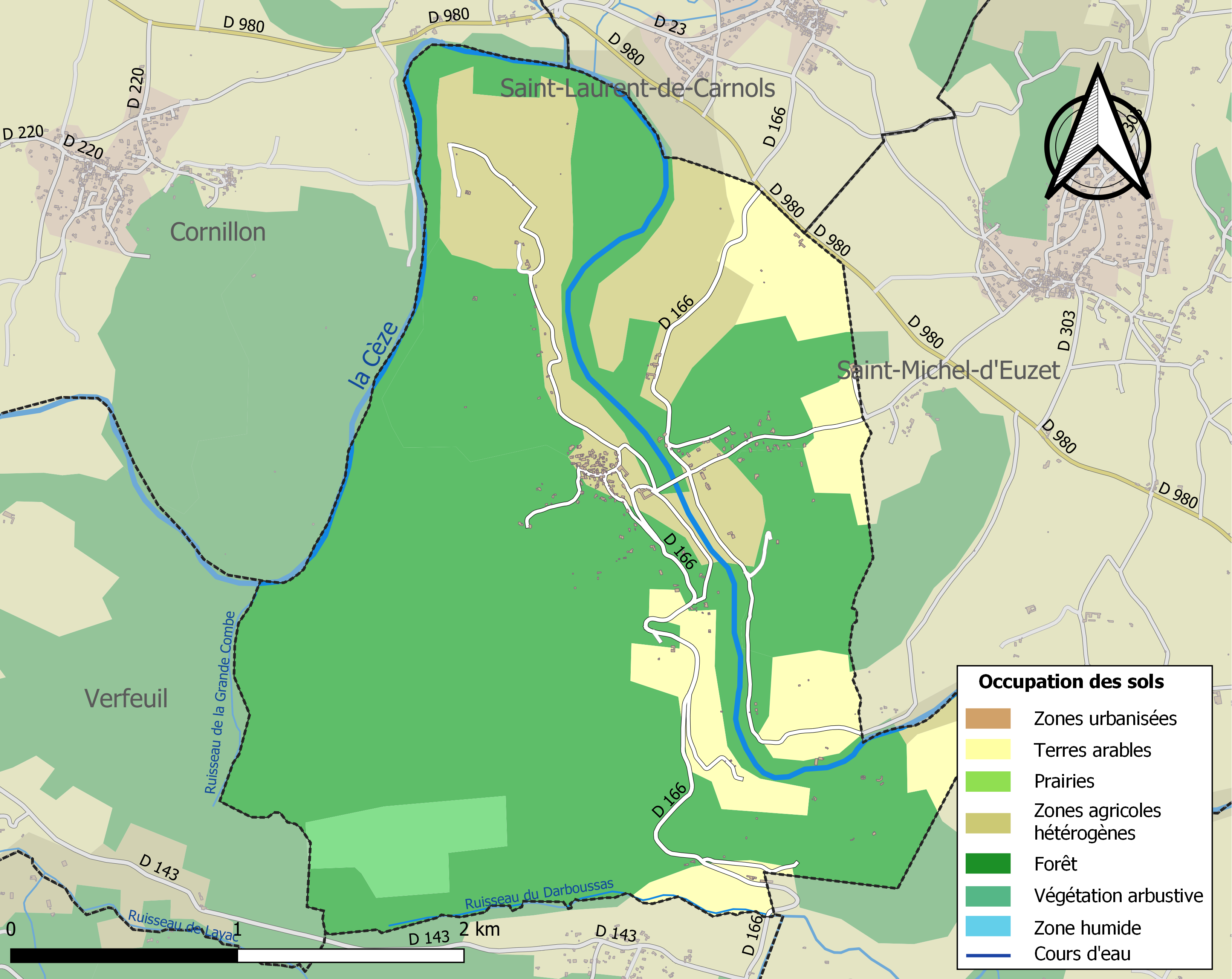
Carte des infrastructures et de l'occupation des sols de la commune en 2018 (CLC).

### Risques majeurs
Le territoire de la commune de La Roque-sur-Cèze est vulnérable à différents aléas naturels : météorologiques (tempête, orage, neige, grand froid, canicule ou sécheresse), inondations, feux de forêts, mouvements de terrains et séisme (sismicité modérée). Il est également exposé à un risque technologique, la rupture d'un barrage. Un site publié par le BRGM permet d'évaluer simplement et rapidement les risques d'un bien localisé soit par son adresse soit par le numéro de sa parcelle.

#### Risques naturels
Certaines parties du territoire communal sont susceptibles d’être affectées par le risque d’inondation par débordement de cours d'eau et par une crue torrentielle ou à montée rapide de cours d'eau, notamment la Cèze. La commune a été reconnue en état de catastrophe naturelle au titre des dommages causés par les inondations et coulées de boue survenues en 1982, 1994, 1995, 1998, 2002 et 2008,.

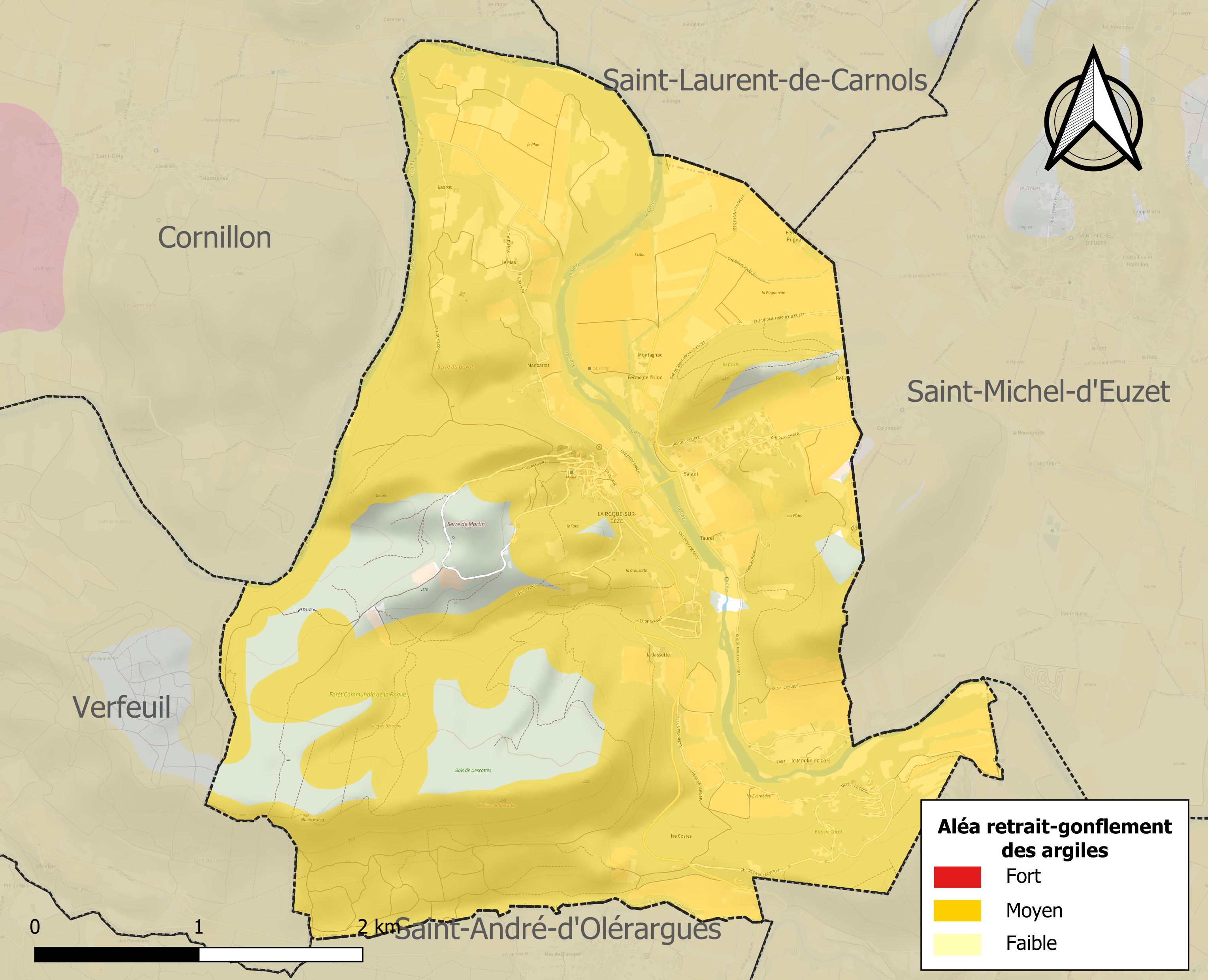
Carte des zones d'aléa retrait-gonflement des sols argileux de La Roque-sur-Cèze.

La commune est vulnérable au risque de mouvements de terrains constitué principalement du retrait-gonflement des sols argileux. Cet aléa est susceptible d'engendrer des dommages importants aux bâtiments en cas d’alternance de périodes de sécheresse et de pluie. 87,6 % de la superficie communale est en aléa moyen ou fort (67,5 % au niveau départemental et 48,5 % au niveau national). Sur les 162 bâtiments dénombrés sur la commune en 2019, 159 sont en aléa moyen ou fort, soit 98 %, à comparer aux 90 % au niveau départemental et 54 % au niveau national. Une cartographie de l'exposition du territoire national au retrait gonflement des sols argileux est disponible sur le site du BRGM,.
Par ailleurs, afin de mieux appréhender le risque d’affaissement de terrain, l'inventaire national des cavités souterraines permet de localiser celles situées sur la commune.

#### Risques technologiques
La commune est en outre située en aval du barrage de Sénéchas, un ouvrage de classe A doté d'un PPI. À ce titre elle est susceptible d’être touchée par l’onde de submersion consécutive à la rupture de cet ouvrage.

## Histoire
La Roque-sur-Cèze fut construite sur un piton rocheux afin d'assurer sa sécurité. La partie la plus ancienne se trouve entre le château et les tours de fortifications.
Le château, qui date du XIIe siècle est une propriété privée qui ne se visite pas. On sait peu de choses sur son histoire. Le château fut brûlé en 1573 par les Huguenots et fut abandonné à la fin de XIXe siècle. La chapelle romane qu'il possède a été vendue par la commune en 1955.
À l'époque médiévale fut construit le pont qui enjambe la Cèze et qui est parfois abusivement dénommé "pont Charles Martel".
Arrivés près de la vallée du Rhône, au début de 1382, les Tuchins campèrent dans les gorges de la Cèze où ils furent rejoints par des nobles dont Régis de Saint-Michel-d'Euzet, Étienne Augier, dit Ferragut du Pin, Vachon de Pont-Saint-Esprit et Verchère de Vénéjan qui prirent leur tête. Ils s’emparèrent alors de Cavillargues, Chusclan et Tresques, avant de piller les châteaux de Sabran, La Roque-sur-Cèze, Saint-Laurent-des-Arbres et Cornillon. Dans ce dernier château se trouvait le trésor de Clément VI. Son neveu, Guillaume III Roger de Beaufort, alors Lieutenant des armes du Sénéchal de Beaucaire, organisa la répression. En septembre 1382, il recruta des mercenaires et fit venir une compagnie d’arbalétriers d’Avignon. Ses troupes cantonnées à Bagnols-sur-Cèze attaquèrent alors Cornillon. Dirigées par Gantonnet d'Abzac, Commandant du Saint-Père pour le Païs de Saint-Esprit, elles semèrent la terreur. Guillaume III fit ensuite intervenir son capitaine des gardes de Bagnols, Jean Coq. Ce dernier réussit à pacifier le pays en expulsant les chefs du Tuchinat. Ce qui permit de signer la paix en février 1383.
En 1790, le village dépend de l'évêque d'Uzès.
En 1883, construction de l'église actuelle, au bas du village.
En 1958, La Roque est inscrit à l'inventaire des sites de France.
En 1993, les cascades du Sautadet et plus de 400 hectares de la commune sont classés en zone naturelle.
En 2007, le village obtient le label de l'association Les Plus Beaux Villages de France.

## Politique et administration

### Liste des maires
| Période                                  | Période   | Identité        | Étiquette | Qualité                    |
| ---------------------------------------- | --------- | --------------- | --------- | -------------------------- |
| mars 2001                                | mars 2008 | Robert Gautier  | DVG       |                            |
| mars 2008                                | En cours  | Edmond Jouvenel | DVG       | Retraité de l'enseignement |
| Les données manquantes sont à compléter. |           |                 |           |                            |

## Population et société

### Démographie
L'évolution du nombre d'habitants est connue à travers les recensements de la population effectués dans la commune depuis 1793. Pour les communes de moins de 10 000 habitants, une enquête de recensement portant sur toute la population est réalisée tous les cinq ans, les populations de référence des années intermédiaires étant quant à elles estimées par interpolation ou extrapolation. Pour la commune, le premier recensement exhaustif entrant dans le cadre du nouveau dispositif a été réalisé en 2005.

En 2022, la commune comptait 174 habitants, en évolution de −4,92 % par rapport à 2016 (Gard : +2,97 %, France hors Mayotte : +2,11 %).
| 1793 | 1800 | 1806 | 1821 | 1831 | 1836 | 1841 | 1846 | 1851 |
| ---- | ---- | ---- | ---- | ---- | ---- | ---- | ---- | ---- |
| 284  | 262  | 369  | 311  | 325  | 337  | 338  | 331  | 353  |

| 1856 | 1861 | 1866 | 1872 | 1876 | 1881 | 1886 | 1891 | 1896 |
| ---- | ---- | ---- | ---- | ---- | ---- | ---- | ---- | ---- |
| 325  | 329  | 330  | 310  | 297  | 294  | 263  | 262  | 247  |

| 1901 | 1906 | 1911 | 1921 | 1926 | 1931 | 1936 | 1946 | 1954 |
| ---- | ---- | ---- | ---- | ---- | ---- | ---- | ---- | ---- |
| 221  | 176  | 181  | 152  | 112  | 154  | 118  | 104  | 101  |

| 1962 | 1968 | 1975 | 1982 | 1990 | 1999 | 2005 | 2006 | 2010 |
| ---- | ---- | ---- | ---- | ---- | ---- | ---- | ---- | ---- |
| 132  | 122  | 104  | 133  | 153  | 194  | 186  | 180  | 173  |

| 2015 | 2020 | 2022 | - | - | - | - | - | - |
| ---- | ---- | ---- | - | - | - | - | - | - |
| 182  | 177  | 174  | - | - | - | - | - | - |

## Économie

### Revenus
En 2018  (données Insee publiées en septembre 2021), la commune compte 83 ménages fiscaux, regroupant 169 personnes. La médiane du revenu disponible par unité de consommation est de 22 820 € (20 020 € dans le département).

### Emploi
|                | 2008   | 2013   | 2018  |
| -------------- | ------ | ------ | ----- |
| Commune        | 8,6 %  | 10,9 % | 2,9 % |
| Département    | 10,6 % | 12 %   | 12 %  |
| France entière | 8,3 %  | 10 %   | 10 %  |

En 2018, la population âgée de 15 à 64 ans s'élève à 105 personnes, parmi lesquelles on compte 69,6 % d'actifs (66,7 % ayant un emploi et 2,9 % de chômeurs) et 30,4 % d'inactifs,. En  2018, le taux de chômage communal (au sens du recensement) des 15-64 ans est inférieur à celui de la France et du département, alors qu'en 2008 il était supérieur à celui de la France.
La commune fait partie de la couronne de l'aire d'attraction de Bagnols-sur-Cèze, du fait qu'au moins 15 % des actifs travaillent dans le pôle,. Elle compte 44 emplois en 2018, contre 32 en 2013 et 42 en 2008. Le nombre d'actifs ayant un emploi résidant dans la commune est de 74, soit un indicateur de concentration d'emploi de 59,7 % et un taux d'activité parmi les 15 ans ou plus de 46,6 %.
Sur ces 74 actifs de 15 ans ou plus ayant un emploi, 29 travaillent dans la commune, soit 39 % des habitants. Pour se rendre au travail, 76,4 % des habitants utilisent un véhicule personnel ou de fonction à quatre roues, 1,4 % les transports en commun, 8,3 % s'y rendent en deux-roues, à vélo ou à pied et 13,9 % n'ont pas besoin de transport (travail au domicile).

### Activités hors agriculture
24 établissements sont implantés  à la Roque-sur-Cèze au 31 décembre 2019. Le tableau ci-dessous en détaille le nombre par secteur d'activité et compare les ratios avec ceux du département,.
Le secteur du commerce de gros et de détail, des transports, de l'hébergement et de la restauration est prépondérant sur la commune puisqu'il représente 33,3 % du nombre total d'établissements de la commune (8 sur les 24 entreprises implantées à La Roque-sur-Cèze), contre 30 % au niveau départemental.

### Agriculture
|               | 1988 | 2000 | 2010 | 2020 |
| ------------- | ---- | ---- | ---- | ---- |
| Exploitations | 13   | 10   | 9    | 8    |
| SAU (ha)      | 105  | 141  | 176  | 155  |

La commune est dans les Garrigues, une petite région agricole occupant le centre du département du Gard. En 2020, l'orientation technico-économique de l'agriculture  sur la commune est la culture de fruits ou d'autres cultures permanentes. Huit exploitations agricoles ayant leur siège dans la commune sont dénombrées lors du recensement agricole de 2020 (13 en 1988). La superficie agricole utilisée est de 155 ha,,.

## Culture locale et patrimoine

### Lieux et monuments

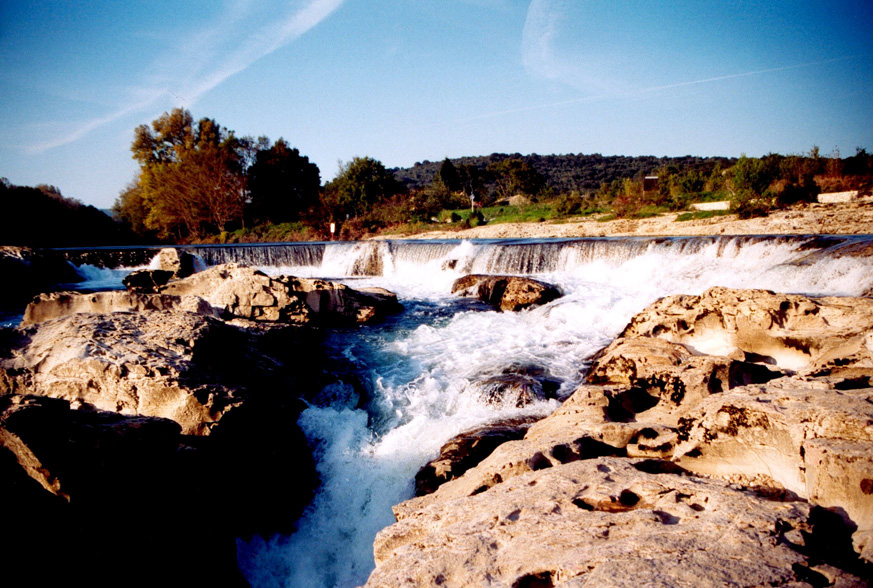
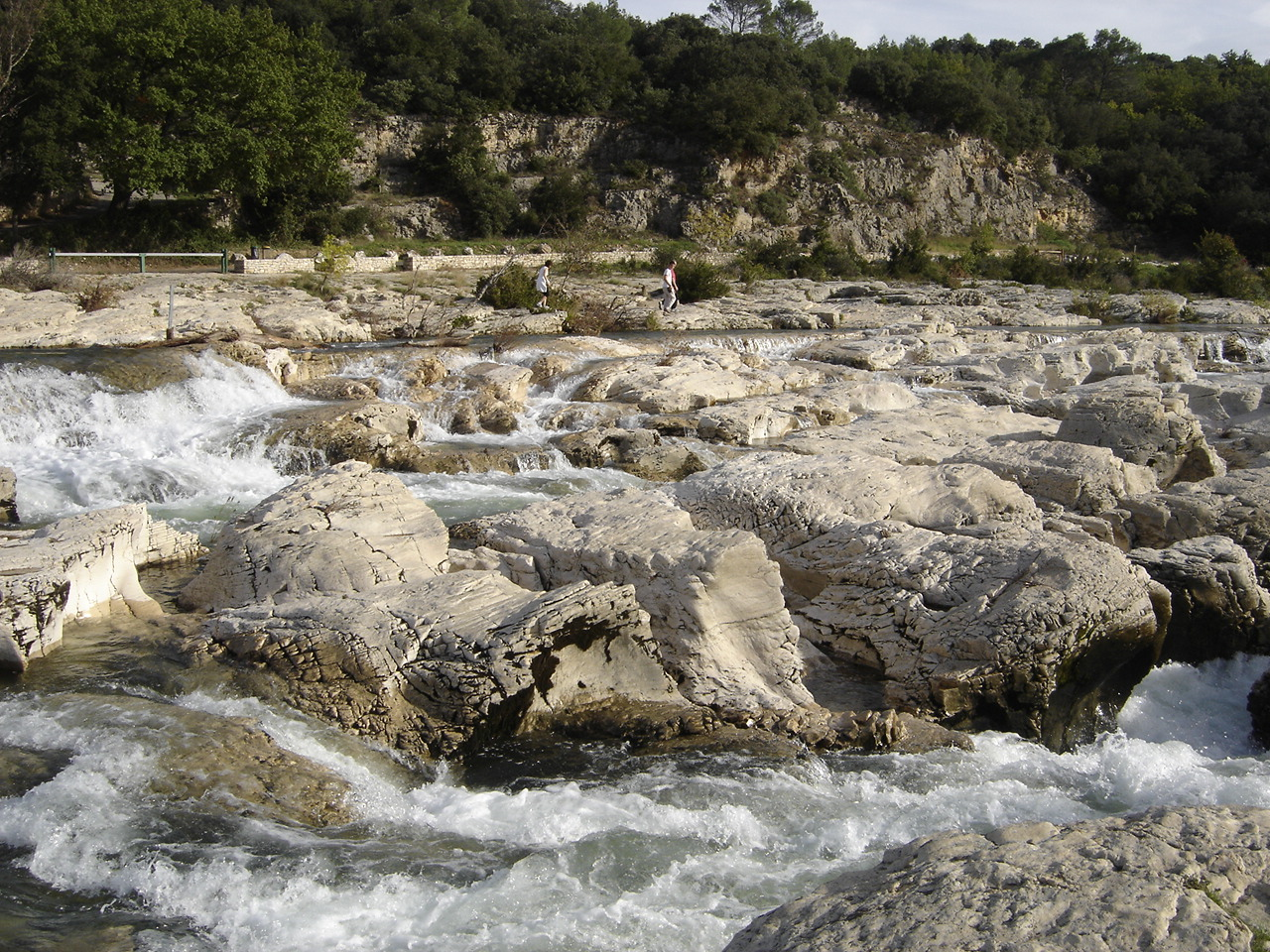
Les cascades du Sautadet sont un site exceptionnel mais dangereux. Les "marmites de géants" sont des cavités cylindriques creusées dans le lit rocheux de la rivière par le mouvement en tourbillons des galets.  - Cascades du Sautadet
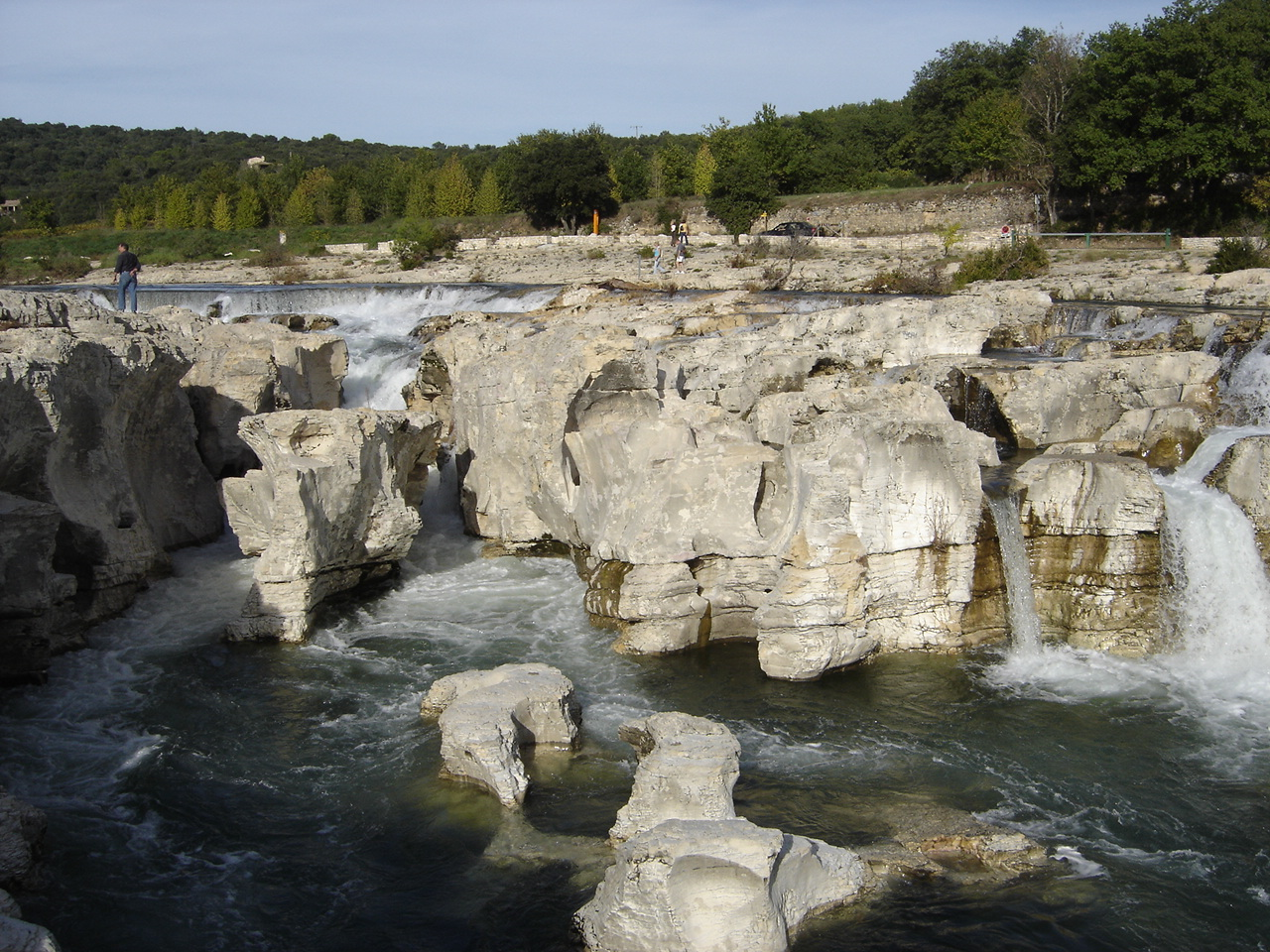

- Le pont Charles-Martel, classé monument historique.
- La chapelle Saint-Pierre-ès-Liens de La Roque-sur-Cèze. Chapelle de style roman de l'ancien château. Construite au cours du XIIe siècle (consécration en 1156 par l'évêque d'Uzès), cette chapelle castrale se présente sous la forme d'une nef unique pourvue à son extrémité d'une abside semi-circulaire voûtée en cul-de-four ; une cloche unique surmonte le pignon.
- Église Saint-Laurent de La Roque-sur-Cèze.

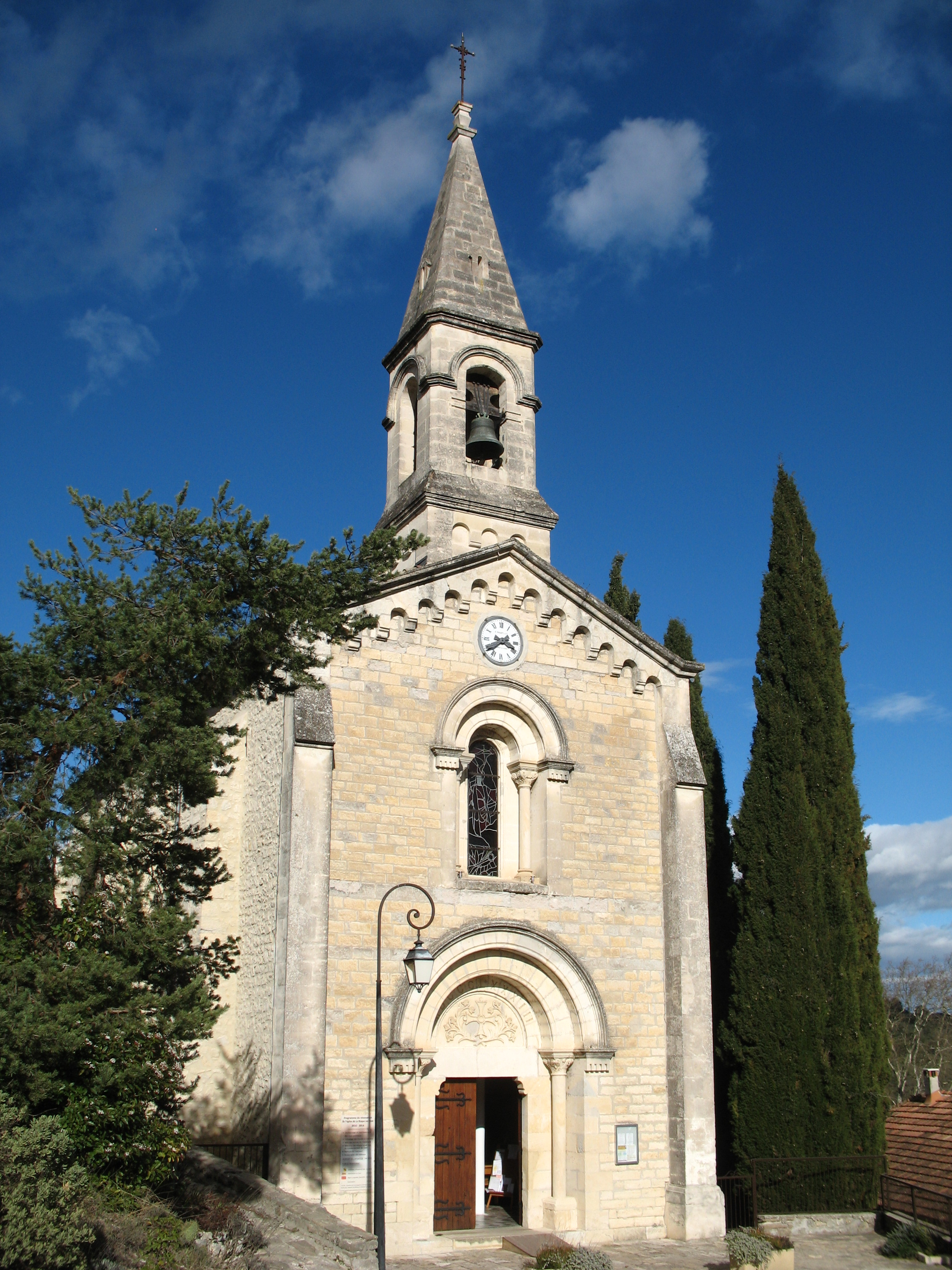
Église Saint-Laurent
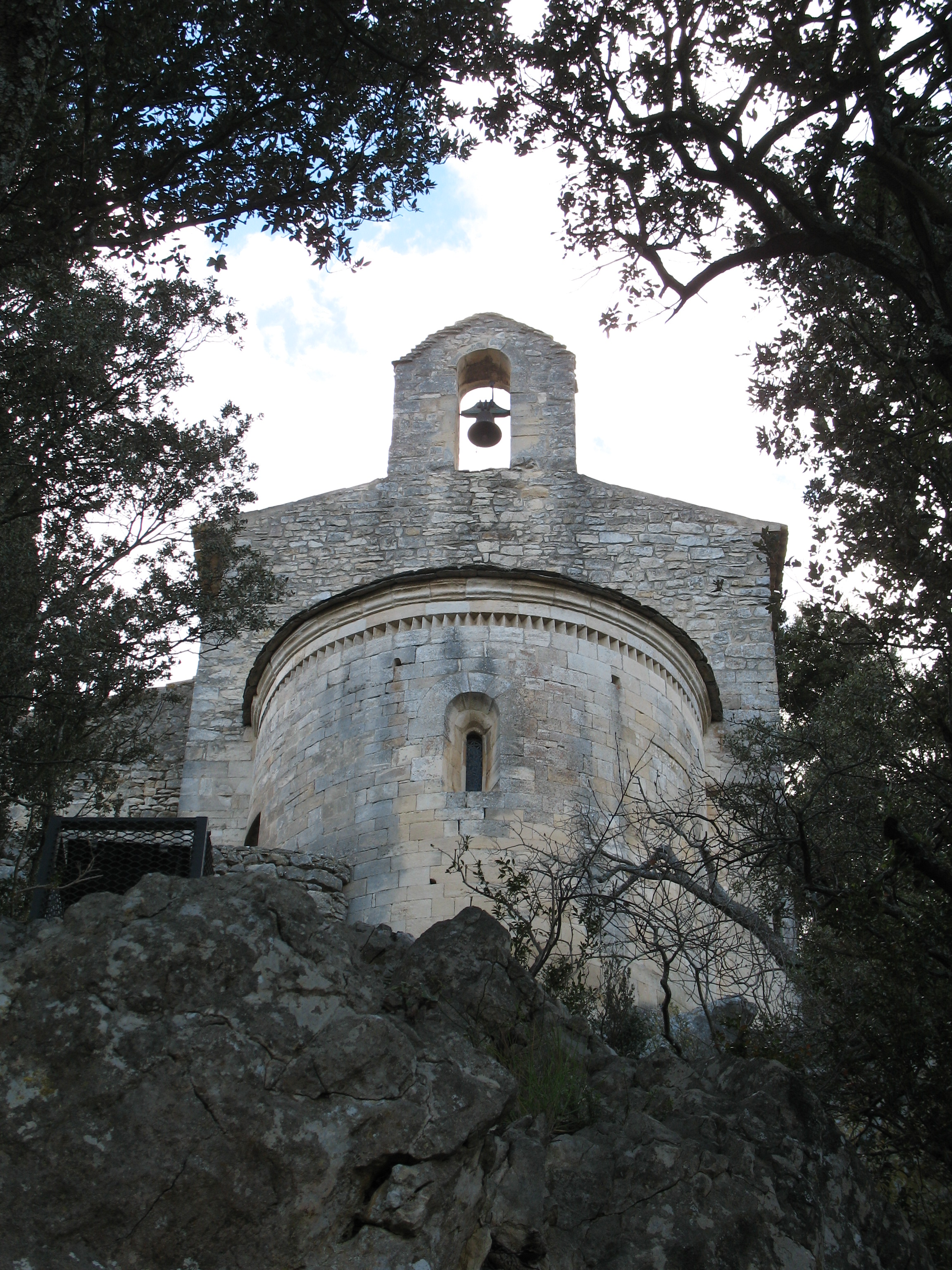
Chapelle Saint-Pierre-ès-Liens

### Patrimoine culturel
La Roque sur Cèze sert de cadre à une séquence du film La Raison du plus fou (1973), film de François Reichenbach avec Raymond Devos, Alice Sapritch, Jean Carmet, Pierre Tornade, etc.

### Héraldique
| Blason de Roque-sur-Cèze (La) | Blason  | D'or à la bande losangée d'or et de sable.       |
| Blason de Roque-sur-Cèze (La) | Détails | Le statut officiel du blason reste à déterminer. |